# Pincio (singolo)
Pincio è un singolo della cantante italiana Margherita Vicario, pubblicato il 17 aprile 2020 su etichetta Island Records.
Il brano prende il nome dalla Terrazza del Pincio, situata sull'omonimo colle di Roma, città natale della cantautrice.

## Video musicale
Il videoclip del brano, diretto da Francesco Coppola, è stato pubblicato il 17 aprile 2020 sul canale YouTube della cantante. È stato girato sul tetto di un palazzo romano nel corso della pandemia di COVID-19 con scene della quotidianità nel corso del periodo di quarantena.

## Tracce
Testi di Margherita Vicario, musiche di Dade.
1. Pincio – 4:54